# Nasz człowiek w Hawanie (film)
Nasz człowiek w Hawanie (ang. Our Man in Havana) – brytyjska komedia szpiegowska z 1959 roku w reżyserii Carola Reeda. Adaptacja powieści Grahama Greene'a pod tym samym tytułem. 

## Opis fabuły
Hawana na przedrewolucyjnej Kubie. Jim Wormold to skromny sprzedawca odkurzaczy, który nie potrafi niczego odmówić swojej dorastającej córce Milly. Jednak życzenia jedynaczki zaczynają dalece przerastać możliwości finansowe ojca. Gdy Jim zaczyna martwić się, skąd wziąć pieniądze dla Milly na opłacenie członkostwa w ekskluzywnym klubie jeździeckim, nieoczekiwanie otrzymuje propozycję współpracy od Hawthorna – rezydenta brytyjskiego wywiadu na Karaibach. Wormold wyraża zgodę skuszony sowitym zarobkiem, chociaż pojęcia nie ma o pracy w wywiadzie. Jego pierwsze, nieudolne próby werbunku wpływowych na wyspie osób kończą się fiaskiem. Jednak pieniądze przyobiecane z centrali na sfinansowanie siatki wywiadowczej, którą ma zbudować, pobudzają jego inwencję. Na listę swoich współpracowników wpisuje autentyczne osoby z różnych sfer Hawany (pilota samolotu, dyrektora banku, tancerkę klubu nocnego, znajomego lekarza) i, opierając się na ich rzekomych informacjach, zaczyna wysyłać raporty. Dołącza do nich również stworzone przez siebie rysunki przekrojów nowoczesnych odkurzaczy, które opisuje jako rzekome tajne instalacje wojskowe, zlokalizowane przez jego "agentów" gdzieś w górach. Jego mocodawcy w Londynie są pod wrażeniem – przesyłają kolejne sumy, ale również sekretarkę do pomocy, Beatrice, i radiotelegrafistę. Wormold zdaje sobie sprawę, że coraz trudniej będzie mu podtrzymać fikcję, którą stworzył. Jednak ta zaczyna nieoczekiwanie przeradzać się w rzeczywistość – lokalny kontrwywiad zaczyna przechwytywać jego radiotelegramy. Zaczynają ginąć ludzie, których on onegdaj uczynił swoimi fikcyjnymi współpracownikami. Sam Wormold także omal nie pada ofiarą wrogiego agenta, Cartera. Również szef miejscowej policji – kapitan Segura – daje Jimowi do zrozumienia, że domyśla się jego "wywiadowczej" działalności. Może on jednak liczyć na jego względy, gdyż kapitan ma słabość do Milly i w przyszłości chciałby ją poślubić. Kiedy ofiarą zabójców pada kolejny "agent" – tym razem jego "stary przyjaciel" doktor Hasselbacher – Wormold postanawia działać. Podstępem wykrada broń kapitana Segury i postanawia rozliczyć się z Carterem. Dochodzi do strzelaniny, w wyniku której ginie Carter. Wormoldowi udaje się podrzucić z powrotem broń niczego nieświadomemu kapitanowi. Jest to dla Segury dość trudna sytuacja, więc tuszując całą sprawę, decyduje się deportować Jima wraz z córką i dwójką pozostałych agentów z wyspy. W centrali Jim bez ogródek wyznaje swoim mocodawcom całą prawdę. Jednak ujawnienie mistyfikacji jest dla jego przełożonych zbyt kompromitujące. Zamykają oficjalnie całą sprawę, a Wormolda przedstawiają do wysokiego odznaczenia i przyznają dobrze płatną posadę w MSZ. 

## Obsada aktorska
- Alec Guinness (Jim Wormold)
- Burl Ives (dr Hasselbacher)
- Maureen O'Hara (Beatrice)
- Ernie Kovacs (kpt. Segura)
- Noël Coward (Hawthorne)
- Ralph Richardson ("C")
- Jo Morrow (Milly)
- Grégoire Aslan (inż. Cifuentes)
- Paul Rogers (Carter)
- Raymond Huntley (generał)
- Ferdy Mayne (prof. Sanchez)
- Maurice Denham (admirał)
- Joseph P. Mawra (Lopez)
- Duncan Macrae (MacDougal)
- Gerik Schjelderup (Svenson)
- Karel Stepanek (dr Braun)
- Timothy Bateson (radiotelegrafista Rudy)
- Maxine Audley (Teresa)
- John Le Mesurier (kelner Louis)

i inni.

## O filmie

### Odbiór i krytyka
Film spodobał się zarówno widzom jaki krytykom. Wpływy z kin w Ameryce Północnej (USA i Kanada) wyniosły 2 miliony dolarów. Krytycy chwalili film jako obraz "inteligentny, żywy i zajmujący", chociaż krytykowali aktorstwo i "braki w reżyserii". Zgodnie twierdzili, że filmowi, choć dobremu, dużo jednak brakuje do najlepszego działa Reeada – Trzeciego człowieka. W 1961 roku obraz otrzymał nominację do nagrody Złotego Globu w kategorii najlepszej komedii, a sam Reed nominację do nagrody Amerykańskiej Gildii Reżyserów Filmowych za "największe osiągnięcie reżyserskie w filmie fabularnym". Obecnie, 60 lat po premierze, w rankingu popularnego filmowego serwisu internetowego Rotten Tomatoes obraz posiada wysoką, 94-procentową, pozytywną ocenę "czerwonych pomidorów".  

### Plenery
Sceny filmu powstawały w autentycznych plenerach Hawany, tuż po zwycięskiej rewolucji kubańskiej. Castro wydał zgodę na realizację filmu, ponieważ ukazywał on ciemną stronę reżimu Batisty oraz bezwzględną działalność zachodnich służb wywiadowczych na wyspie. Warunkiem tego pozwolenia był brak jakichkolwiek nieprzychylnych wątków wobec nowej władzy, co zaowocowało blisko 40-toma poprawkami w scenariuszu oraz nadzorem funkcjonariuszy kubańskiego MSW na planie filmowym. W maju 1959 podczas kręcenia zdjęć na Placu Katedralnym dyktator osobiście wizytował plan zdjęciowy, wdając się w przyjacielskie rozmowy z odtwórcami głównych ról – Guinnessem i O'Harą.      